# Armored Core 4
Armored Core 4 és un videojoc per PlayStation 3 i Xbox 360. És el dotzè de la saga Armored Core fet per From Software. El videojoc recrea un futur proper en un univers alternatiu on va ocórrer una gran guerra entre les nacions del planeta en el qual els governs van ser adquirits per grans empreses. El videojoc es posa a la pell d'un robot gegant totalment personalitzable en el qual en el mode en línia els jugadors poden batallar entre ells a través del PlayStation Network o l'Xbox Live. El videojoc és semblant a la saga MechWarrior i té una gran relació amb altres videojocs semblants fets per l'empresa creadora com Chromehounds. Un anime OVA va ser llançat aquest estiu anomenat Armored Core: Fort Tower Song i està basat en el videojoc i la seva història.

## La crítica
| X-Play        | 3 de 5      |
| Gamespot      | 8,3 de 10   |
| IGN           | 5,9 de 10   |
| GameVideos    | 8,4 de 10   |
| Game Trailers | 7,3 de 10   |
| GameStats     | 86,5 de 100 |
| 1UP.com       | 5,9 de 10   |
| GamesRadar    | 6 de 10     |
| Worth Playing | 6,5 de 10   |
| GameZone      | 6,7 de 10   |
| TeamXbox      | 6,2 de 10   |
| GamerNode     | 7 de 10     |